# Reto Nause
Reto Nause (17 giugno 1971) è un politico svizzero dell'Alleanza del Centro (AdC), e precedentemente del Partito Popolare Democratico (PPD). Dal 2023 è membro del Consiglio nazionale per il Canton Berna.

## Biografia
Iniziò la sua carriera politica come segretario della sezione cantonale argoviese del Partito Popolare Democratico (PPD), carica che ricoprì dal 1996 al 2000. Dal 2000 al 2001 fu direttore generale di AEROPERS, l'associazione dei piloti di volo di Swiss Airlines. Dal 2001 al 2008 svolse il ruolo di segretario generale del PPD.
Nel 2005 entrò nel consiglio comunale di Berna, dove restò fino al 2008 per poi far parte dal 2009 dell'esecutivo della città: in questo ruolo è capo della direzione per la sicurezza, l'ambiente e l'energia. Con la fusione del Partito Borghese Democratico e il Partito Popolare Democratico, nel 2020 Nause passò alla nuova formazione dell'Alleanza del Centro. Presentatosi alle elezioni federali del 2023, venne eletto Consigliere nazionale per il Canton Berna con 42 022 voti, ventiduesimo tra i candidati eletti più votati del cantone.